# M2 (carro de combate ligero)
El M2 fue un tanque ligero estadounidense del período de entreguerras, que fue empleado de forma limitada durante la Segunda Guerra Mundial. El modelo más común, el M2A4, estaba armado con un cañón M5 37 mm y cinco ametralladoras Browning M1919.
Fue desarrollado a partir del prototipo del tanque T2 construido por el Rock Island Arsenal, que tenía una suspensión de ballestas tipo Vickers. Esta fue reemplazada por la mejorada suspensión de resorte de voluta vertical en la serie T2E1 de 1935. Entró en producción con modificaciones mínimas en 1936, con la designación M2A1, produciéndose diez unidades. La principal versión antes de la guerra fue la M2A2, de la cual se produjeron 239 unidades, pasando a ser el principal tanque ligero en las unidades de infantería del Ejército estadounidense durante el período de entreguerras. La Guerra Civil Española mostró que los tanques armados solamente con ametralladoras eran ineficaces. Esto llevó al desarrollo del M2A4 con un cañón de 37 mm como su armamento principal. Se produjeron 375 unidades, con las últimas diez suministradas en una fecha tan tardía como abril de 1942.  
Entró en combate en 1942 con el 1er Batallón de Tanques del Cuerpo de Marines de los Estados Unidos en Guadalcanal y fue su único empleo por parte de los estadounidenses durante la guerra. Sin embargo, se cree que los M2A4 sirvieron en Birmania e India con el 7º Regimiento de Húsares de la Reina y el 2º Regimiento Real de Tanques británicos durante sus enfrentamientos con el 14º Regimiento de Tanques del Ejército Imperial Japonés. El M2A4 fue el predecesor inmediato del tanque ligero M3 Stuart, que tuvo un amplio empleo durante la guerra, del tractor de artillería Tractor M4 y del tanque medio M2, que fue un diseño fallido pero sirvió como predecesor del M3 Lee y el M4 Sherman. 

## Historia de su desarrollo

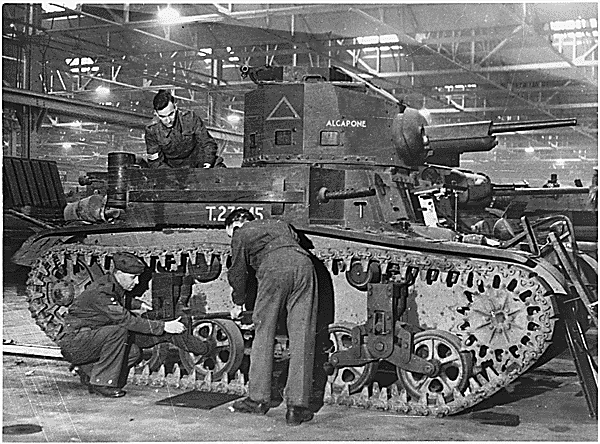
Montadores ensamblando un M2A4 que ha llegado a un depósito británico de armamento.

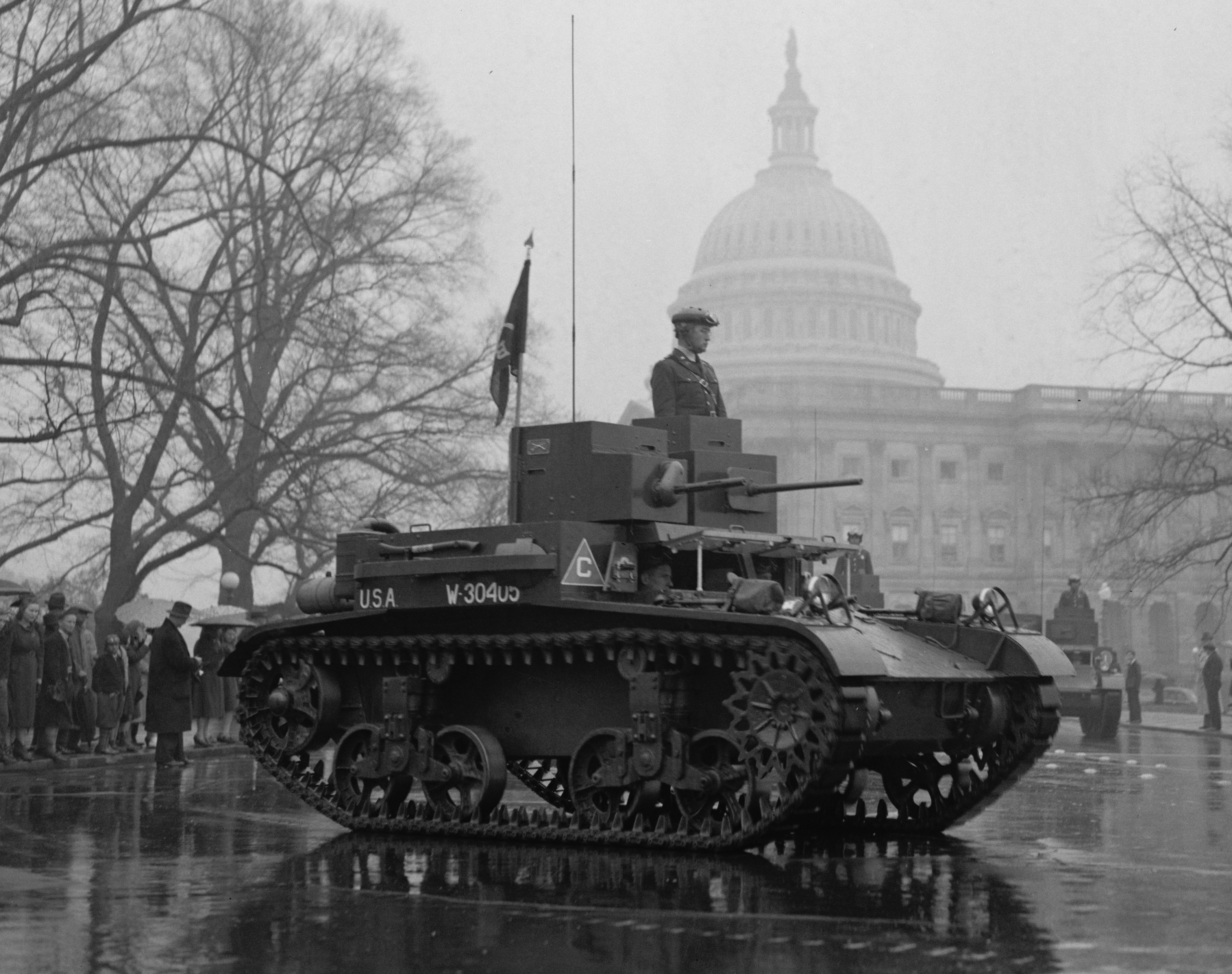
Un M2A3 en el desfile del Día del Ejército. Washington, 1939.

El diseño de tanques de infantería por parte del Ejército estadounidense empezó con el tanque ligero T1 durante la década de 1920, que dio origen a una serie de diseños experimentales que no entraron en producción. El concepto del T2, iniciado cinco años después, inconrporaba varias lecciones de diseño aprendidas del T1, pero empleaba un nuevo sistema de suspensión copiado del Vickers 6-ton británico. El primer prototipo fue terminado en 1933.[cita requerida]
El Acta de Defensa de 1920 definía el uso de los tanques como vehículos de apoyo a la infantería. Durante la década de 1920, varios teóricos militares bosquejaron un papel independiente para el tanque, que precisaba moverse a gran velocidad en la retaguardia del enemigo, como una versión moderna de la caballería. Los británicos llamaban a estos modelos tanques de crucero, aunque se desarrollaron modelos similares de alta velocidad bajo una variedad de nombres. Como el Acta de Defensa limitaba el desarrollo de tanques a la infantería, la caballería del Ejército estadounidense empezó a desarrollar tanques bajo el nombre de "automóvil de combate". A fin de mantener la alta velocidad necesaria para su papel, el nuevo automóvil de combate T5 introdujo el nuevo sistema de suspensión de muelle de voluta vertical, que demstro ser superior a la suspensión de ballestas Vickers.[cita requerida]
Esto llevó al desarrollo del segundo prototipo del T2 en abril de 1934, el T2E1, que adoptó la suspensión de voluta vertical del T5. El T2E1 estaba armado con una ametralladora de 7,62 mm y otra de 12,7 mm, montadas dentro de una casamata; otra ametralladora Browning de 7,62 mm fue montada en el glacis. El T2E1 entró en producción en 1935 con la designación M2, estando armado con una sola ametralladora Browning M2 dentro de una torreta para un solo hombre y la ametralladora de 7,62 mm en el glacis.
Después de haberse suministrado 10 unidades, la infantería decidió cambiar a una configuración de torreta doble en el M2A2, con una ametralladora de 7,62 mm montada en la segunda torreta. Estos primigenios tanques de torreta doble fueron apodados "Mae West" por las tropas, en honor a la popular estrella de cine. La configuración de torreta doble era ineficaz, pero era una característica común de los tanques ligeros derivados del Vickers de la década de 1930, tales como el T-26 soviético y el 7TP polaco. Las mejoras posteriores efectuadas al M2A2 dieron origen al M2A3, que inconrporaba un sistema de suspensión modificado que reducía la presión del tanque sobre el suelo. Su peso se incrementó a 10 t.
Al observar la Guerra Civil Española, la mayoría de ejércitos, incluso el estadounidense, se dieron cuenta de que necesitaban tanques armados con cañones y no solamente con ametralladoras. La caballería del Ejército estadounidense ya había optado por montar una gran torreta sobre su casi idéntico automóvil de combate M1. En diciembre de 1938, la circular OCM #14844 ordenó que un solo M2A3 fuese retirado de la línea de ensamblaje y modificado con blindaje más grueso y armamento más pesado, para cumplir las especificaciones de la infantería. Después de las modificaciones, este tanque fue redesignado como M2A4. Estaba equipado con un cañón M5 37 mm, blindaje de 25 mm de espesor y un motor de gasolina de siete cilindros. Otras mejoras incluían la suspensión, la caja de cambios y un enfriamiento más eficiente del motor. La producción del M2A4 empezó en mayo de 1940 en la American Car and Foundry Company, continuando hasta marzo de 1941; se ensamblaron 10 M2A4 adicionales en abril de 1942, produciéndose en total 374 tanques ligeros M2A4. En julio de 1941, el Ejército estadounidense distribuyó a la prensa fotografías que mostraban el ensamblaje del M2A4, cuando la línea de producción ya había sido cambiada al M3 Stuart.

### Diseño
Además de la ametralladora coaxial montada junto al cañón, tenía tres ametralladoras de 7,62 mm montadas en el casco. Una iba montada en un afuste hemisférico a la derecha del conductor. Las otras dos estaban montadas en troneras fijas. Estas últimas eran disparadas por el conductor; eran apuntadas haciendo girar al tanque en dirección al blanco. Otra ametralladora de 7,62 mm iba normalmente montada en un afuste sobre el techo de la torreta, para defensa antiaérea.
El cañón M5 37 mm tenía un cierre accionado manualmente. Al igual que en otros tanques de la época, el comandante también servía como cargador. La torreta del M2A4 no tenía compartimiento posterior; el comandante estaba parado en el lado derecho, mientras que el artillero estaba parado en el lado izquierdo. El comandante rotaba la torreta en dirección al blanco. Entonces el artillero apuntaba con la mira telescópica M5. El afuste M20 tenía una rotación de 20° a cada lado; esto podía hacerse mediante una manivela que accionaba el mecanismo de cremallera, o la presión del hombro del artillero sobre el apoyahombros liberaba el mecanismo. La elevación del cañón podía hacerse a través de un mecanismo de cremallera, o, con los engranajes suelos, de forma libre a través del movimiento del apoyahombros del artillero.

### Vehículos sucesores

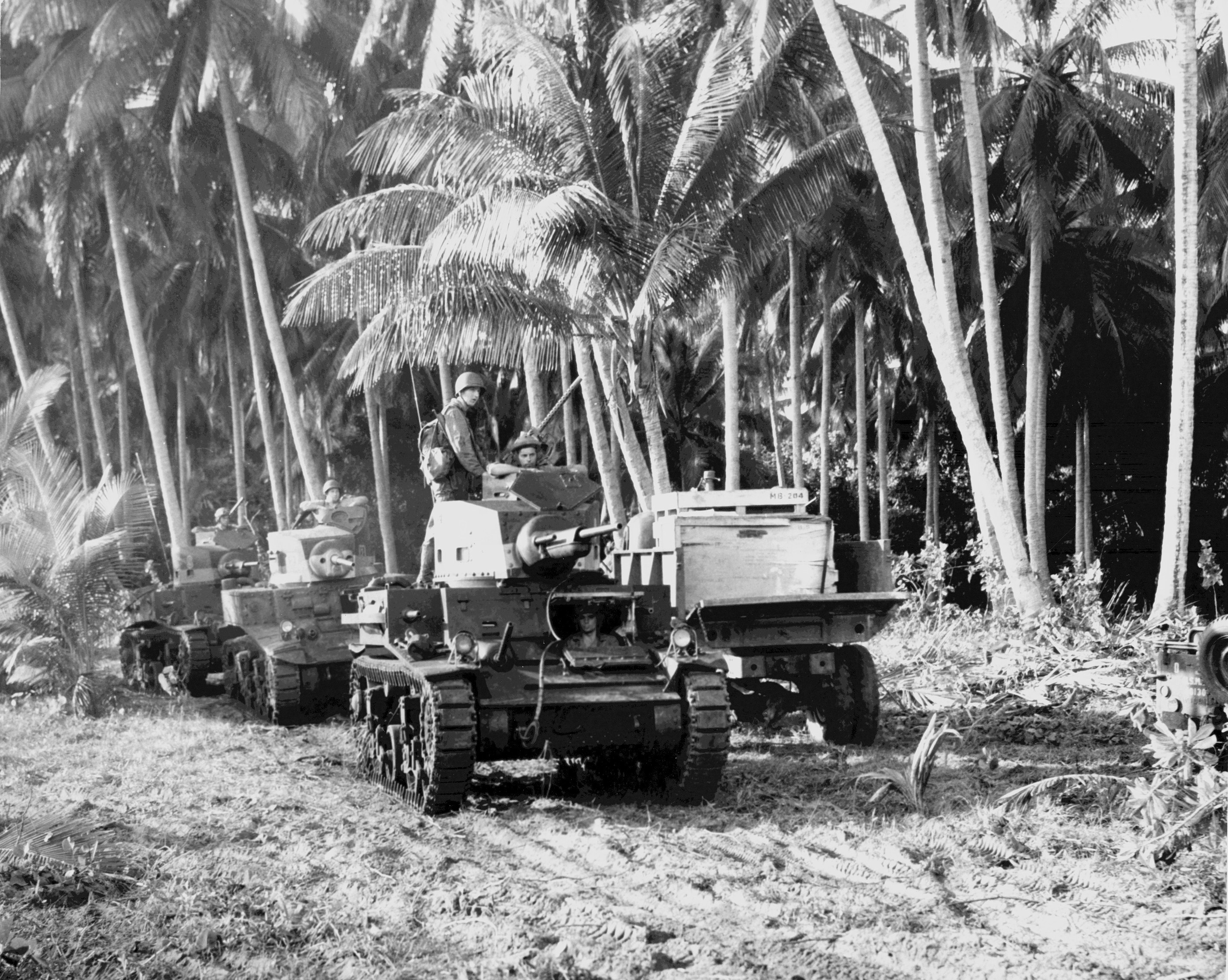
Un M2A4 en Guadalcanal, seguido por un M3 Stuart y otro M2A4.

El tanque ligero M2 dio origen a la serie de tanque ligeros M3 y M5 Stuart. El Departamento de armamentos veía al M2A4 como un tanque provisional; el trabajo para su mejora empezó en junio de 1940. Los primeros tanques M3 Stuart empezaron a producirse en marzo de 1941; los primigenios M3 con blindaje remachado se parecían mucho al M2A4 y a veces ambos modelos servían en las mismas unidades; la característica de identificación más visible es la rueda tensora posterior. En el M2A4, la rueda tensora está elevada; en el M3 Stuart, presiona la oruga contra el suelo, incrementando la flotación del pesado vehículo. El M3 Stuart conservó el mismo motor Continental W-670, pero incorporaba un blindaje más grueso; su peso se incrementó a 14 t. El tanque inicialmente conservó el mismo cañón de 37 mm y las ametralladoras del glacis, pero la torreta incorporaba mejoras. Se construyeron más de 4.500 unidades de todas las variantes.

## Empleo
Para diciembre de 1941, los M2A1, M2A2 y M2A3 solamente eran empleados para entrenamiento. La mayoría de los M2A4, que fueron suministrados al Ejército estadounidense, también fueron empleados solo para entrenamiento entre 1940 y 1942. El Cuerpo de Marines de los Estados Unidos ordenó en 1940 tanques M3 Stuart para equipar a sus unidades blindadas, pero como el nuevo tanque todavía no entraba en producción, recibió 36 M2A4 y después el M3 recién entró en producción. Muchos de estos tanques fueron desplegados por la Compañía A del 1º Batallón de Tanques de los Marines durante la Batalla de Guadalcanal, donde junto a los M3 Stuart eran usualmente distribuidos entre unidades de infantería. Su empleo generalmente se limitaba a ofrecer fuego de apoyo móvil a los Marines, ya sea destruyendo búnkeres japoneses o disparando botes de metralla contra los ataques masivos de la infantería japonesa. En operaciones defensivas, los M2A4 y los M3 Stuart eran desplegados en parejas, por lo que podían cubrirse con fuego de ametralladora el uno al otro contra los soldados japoneses armados con cargas de demolición.
Finalmente, el Cuerpo de Marines determinó que el cañón de 37 mm de los M2 y M3 Stuart no era lo suficientemente potente para destruir búnkeres japoneses, por lo que fueron reemplazados con tanques armados con cañones de 75 mm. Después de la campaña de Guadalcanal, la Compañía A regresó a Australia, donde los M2A4 fueron reemplazados por los nuevos M4 Sherman en anticipación a la Batalla del Cabo Gloucester en diciembre de 1943. Los M2A4 continuaron en servicio en algunas áreas del Frente del Pacífico hasta 1943. Después de servir en el Pacíficio, fueron empleados para entrenamiento.
El Reino Unido ordenó 100 M2A4 a inicios de 1941. Después de que fueran suministrados 36, la orden fue cancelada a favor del mejorado M3 Stuart. Hay evidencias que indican que los 36 M2A4 fueron embarcados del norte de África como parte del 7º Regimiento de Húsares de la Reina y el 2º Regimiento Real de Tanques del Ejército británico, combatiendo en la Campaña de Birmania contra el 14º Regimiento de Tanques japonés. Pero según el historiador Mike Green, los tanques nunca fueron suministrados a unidades de primera línea.

## Variantes
- M2A1 (1935).

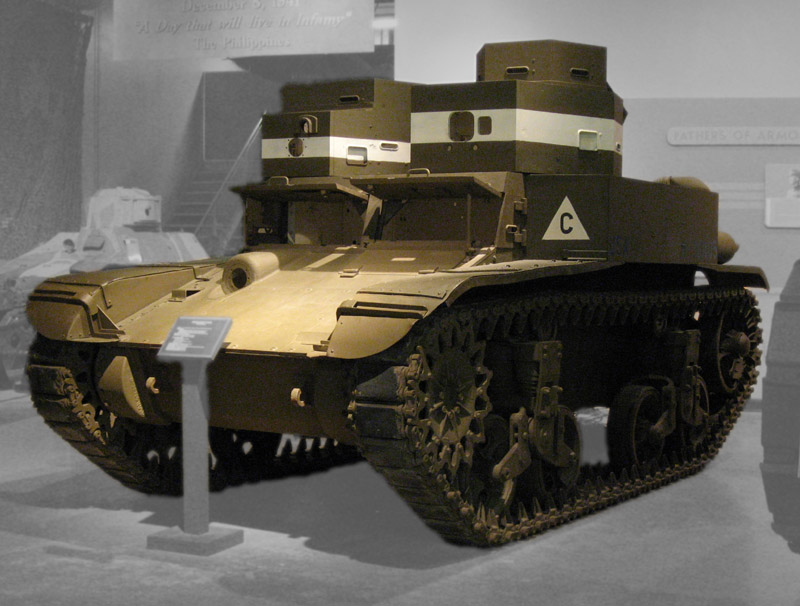
El M2A2 "Mae West" del Patton Cavalry and Armor Museum, Fort Knox, Kentucky.

  - Modelo de serie inicial, con una ametralladora de 12,7 mm en una casamata. Se produjeron 17 unidades.[3]
- M2A2 (1935).
  - Con torreta doble, cada una armada con una ametralladora de 12,7 mm. Las torretas se obstruían parcialmente la una a la otra, limitando sus campos de tiro.[26]  Fue apodado "Mae West".[4] Se produjeron 239 unidades entre 1936 y 1937.
- M2A3 (1938).
  - Con torreta doble, cada una armada con dos ametralladoras, blindaje más grueso, casco ligeramente alargado, acceso al motor mejorado, caja de cambios con más velocidades, mejor enfriamiento del motor, suspensión mejorada y otros cambios menores. Se produjeron 72 unidades.[3]
- M2A4 (1940).
  - Torreta simple con cañón de 37 mm. Blindaje más grueso.[27] Se produjeron 375 unidades. El Departamento de armamentos encargó su producción a la American Car & Foundry Co. en octubre de 1939. Fue empleado en las primeras campañas del Frente del Pacífico y para entrenamiento. Solamente participó en la campaña de Guadalcanal. Empleado para entrenamiento después de diciembre de 1941.[3]